# Murder Accountability Project
Проект ответственности за убийства (англ. Murder Accountability Project (MAP)) — частная компания c штаб-квартирой в Вашингтоне (США). Является некоммерческой организацией, распространяющей информацию об убийствах, особенно нераскрытых и серийных, совершенных в США. Создана в 2015 году группой отставных детективов, журналистов-расследователей, учёных и судебным психиатром.

## История
Компания основана в 2015 году. Томас К. Харгроув, бывший журналист (Вашингтон, округ Колумбия), бывший корреспондент Белого дома основал некоммерческий Проект ответственности за убийства, чтобы отслеживать нераскрытые убийства по всей территории США. Работая в качестве национального корреспондента службы новостей Scripps Howard, Харгроув разработал алгоритм, использующий данные об убийствах, собранные ФБР, для идентификации кластеров убийств с повышенной вероятностью содержания серийных. Власти Янгстауна, штат Огайо, и Гэри, штат Индиана, возобновили расследования убийств в 2010 году, руководствуясь выводами Харгроува. Идентификация алгоритма 15 нераскрытых удушений в Гэри была подтверждена в 2014 году арестом Даррена Деона Ванна, признавшегося в убийстве женщин в течение десятилетий, а затем отвел полицейских в заброшенные местности Гэри, где были найдены тела шести ранее неизвестных жертв удушения. Работая с членом Совета директоров профессором Дэвидом Дж. Айковом из Университета Теннесси, Харгроув разработал еще один алгоритм, который может пересмотреть национальную систему отчетности о пожарах для выявления незамеченных или незарегистрированных поджогов. Работая с профессором Гвидо Х. Stempel III университета Огайо, Харгроув стал соучредителем исследовательского центра Scripps Survey и соредактором двухтомной энциклопедии "Избиратель 21-го века: кто голосует, как и почему", опубликованной ABC-CLIO в конце 2015 года.

## Собственники и руководство
Hargrove может ответить на вопросы сотрудников полиции или прессы, и с ним можно связаться по электронному адресу hargrove@murderdata.org, либо по телефону 571-606-5999.

## Деятельность
Группа собрала записи о многих уголовных смертях, включая статистику числа случаев на тысячу убийств, когда местная полиция не сообщила Федеральному бюро расследований по добровольной Единой программе отчета о преступлениях. На веб-сайте группа также предоставляет доступ к интерактивному компьютерному алгоритму, который идентифицирует убийства, совершенные известными серийными убийцами, и подозрительные группы убийств, которые могут содержать признаки серийных.
Организация является детищем проекта национальной отчетности 2010 года, возглавляемого репортером "Scripps Howard News Service" Томасом Харгроувом, который хотел знать, могут ли компьютерные файлы ФБР использоваться для обнаружения ранее непризнанных серийных убийств. Проект занял первое место в 2011 году премии "Philip Meyer Journalism Award", предложенной Национальным Институтом компьютерной отчетности для выдающейся журналистики с использованием методов социальных наук.
Харгроув разработал алгоритм, который организует отчеты об убийствах в группы на основе пола жертв, географического местоположения и метода убийства. Алгоритм ищет кластеры убийств с чрезвычайно низкой раскрываемостью. Идентификация алгоритма 15 нераскрытых удушений в Гэри, штат Индиана, была подтверждена 18 октября 2014 года, арестом Даррена Деона Ванна полицейским Департаментом Хаммонда. Ванн признался в нескольких убийствах и отвез полицию в заброшенный объект в Гэри, где были найдены тела шести ранее неизвестных мертвых женщин.
Сотрудники MAP предупредили полицию и местных журналистов о больших группах подозрительных убийств женщин, совершенных в Кливленде и Чикаго. Департамент полиции Кливленда собрал небольшую целевую группу для рассмотрения нераскрытых убийств в этом районе после публикации анализа группы. Сотрудники Департамента полиции Чикаго сообщили журналистам, что не нашли никаких доказательств серийных убийств в волне нераскрытых женских удушений, совершенных с 2000 года.
Группа подала в суд на основании закона "О свободе информации" иск против полиции штата Иллинойс 3 декабря 2015 года, чтобы заставить государство  и ФБР обнародовать и продолжать собирать данные об убийствах. Дело было урегулировано, когда Иллинойс согласился обнародовать данные о сотнях случаев, которые он не предоставил Федеральному правительству. После выпущенного определения полиции штата Иллинойс не подсчитывали, как часто полиция Иллинойса закрывает убийства путем ареста. Группа отправила запросы данных 102 правоохранительным органам штата Иллинойс и определила, что штат пострадал от самого низкого уровня раскрываемости в стране в 2015 году.
В Совет директоров входят: Eric Witzig, отставной детектив по расследованию убийств ФБР и бывший аналитик разведки, Enzo Yaksic, директор Northeastern University Atypical Homicide Research Group, и Michael Arntfield, профессор университета Западного Онтарио, где он борется с равнодушием общества.